# امامزاده حسن زوردار
بنای امامزاده حسن زوردار مربوط به دوره ساسانیان است و در گیلانغرب، داخل شهر واقع شده و این اثر در تاریخ ۲۵ اسفند ۱۳۷۹ با شمارهٔ ثبت ۳۳۷۹ به‌عنوان یکی از آثار ملی ایران به ثبت رسیده است.